# Колбасина, Элла Иогановна
Элла Иогановна Колбасина (11 февраля 1933, Москва — 27 апреля 2008) — доктор биологических наук, учёный в области интродукции, систематики и селекции новых редких плодовых культур — актинидии, лимонника и жимолости.
Родилась 11 февраля 1933 в Москве. Отец — Тагмазьян Иоганн Артемович (10.04.1910 — 31.12.1975), родился на территории современного Краснодарского края, кандидат биологических наук, физиолог растений.
Окончила биолого-почвенный факультет МГУ им. М. В. Ломоносова (1955).
Работала в Сахалинском комплексном НИИ АН СССР (1955—1963), в Государственном биологическом Музее им. Тимирязева (1963—1969). В 1967 году защитила кандидатскую диссертацию на тему «Биологические особенности и хозяйственная ценность актинидии и лимонника китайского на Сахалине и Курильских островах».
С 1969 года старший научный сотрудник Московского отделения ВНИИ растениеводства им. Н. И. Вавилова (МОВИР).
В 1996 году защитила докторскую диссертацию:
- Актинидия Actinidia Lindl и лимонник Schisandra A.Michaux в Нечерноземной зоне России : Биология, интродукция, исход. материал для селекции : диссертация … доктора биологических наук : 03.00.05. — Санкт-Петербург, 1996. — 380 с. : ил.

Её докторская диссертация была первой в СССР и России по данной тематике.
С 1980 по 2006 год руководила в МОВИР работой по сбору и формированию коллекции редких ягодных культур — актинидии и лимонника китайского.
Автор 27 сортов актинидии и одного сорта лимонника китайского. В результате её селекционной деятельности вес плодов актинидии увеличился с 2-8 до 4-28 граммов.
Сочинения:
- «Лесные незнакомцы» в нашем саду / Э. И. Колбасина, М. Н. Плеханова, А. С. Эйдельнант. — Москва : Моск. рабочий, 1984. — 111 с. : 4 л. ил.; 20 см.
- «Лесные незнакомцы» в нашем саду / Э. И. Колбасина, Н. В. Осипова, А. С. Эйдельнант. — Москва : Моск. рабочий, 1988. — 125,[2] с., [4] л. ил.; 20 см; ISBN 5-239-00134-0 : 60 к.
- Целебные ягоды : (Актинидии, лимонник, жимолость, ирга) / Э. И. Колбасина, А. Д. Поздняков. — Москва : Знание, 1991. — 62,[2] с. : ил.; 20 см. — (Новое в жизни, науке, технике. Сел. хоз-во; 3/1991).; ISBN 5-07-001868-X : 30 к.
- Актинидии и лимонник в России : (Биология, интродукция, селекция) / Э. И. Колбасина; Отв. ред. С. К. Темирбекова; Рос. акад. с.-х. наук. ГНЦ-Всерос. науч.-исслед. ин-т растениеводства, Моск. отд-ние. — Москва, 2000. — 263, [1] с. : ил., табл.; 20 см; ISBN 5-85941-021-2
- Ягодные лианы и редкие кустарники / Э. И. Колбасина. — Москва : Изд. дом МСП, 2003. — 107, [1] с. : ил.; 20 см. — (Советы специалистов).; ISBN 5-7578-0164-6 : 5000
- Актинидия и лимонник : практическое пособие по выбору сортов, выращиванию, размножению, защите от болезней и вредителей / Э. И. Колбасина. — Москва : Изд. Дом МСП, 2007. — 61, [2] с. : ил.; 21 см; ISBN 978-5-7578-0248-0
- Культурная флора России: Том Актинидия. Лимонник = Cultured flora of Russia: Volume Actinidia. Schisandra / Э. И. Колбасина [и др.]; под ред. И. М. Куликова, В. Л. Витковского, С. К. Тимербековой ; Российская акад. с.-х. наук, Всероссийский селекционно-технологический ин-т садоводства и питомниководства, ГНУ МОС ВСТИСП Россельхозакадемии (МОГНЦ ВИР им. Н. И. Вавилова 1958—2006 гг.). — Москва : [Россельхозакадемия], 2007. — 327 с. : ил., табл.; 21 см; ISBN 978-5-85941-258-7